# Rough Justice
«Rough Justice» —en español: «Injusto»— es una canción de la banda británica de rock The Rolling Stones. Fue lanzada como sencillo junto con «Streets of Love» como doble lado A el 22 de agosto de 2005, sirviendo para promocionar su vigésimo cuarto álbum de estudio A Bigger Bang.

## Grabación
Como su álbum A Bigger Bang, en su mayoría el tema fue grabado en la residencia del cantante Mick Jagger, un château del siglo XVI llamado La Fourchette, ubicada en el pequeño poblado de Pocé sur Cisse, departamento Indre-et-Loire, en el centro de Francia. La preproducción inició en La Fourchette en junio de 2004 alternándose con las grabaciones en la residencia caribeña de Jagger ubicada en la isla de San Vicente entre agosto y septiembre.
Durante las grabaciones los líderes de los Stones Mick Jagger y el guitarrista Keith Richards se hicieron cargo, como en todas las canciones del álbum, de la composición, primeramente a base de piano y guitarra, y más tarde integrándoles la batería y bajo, que fueron tocadas por Jagger, ante la ausencia por enfermedad de Charlie Watts, y Richards, respectivamente. El riff inicial de guitarra fue enteramente trabajo de Richards, según señala, la inspiración llegó de una forma similar a la que tuvo con su exitoso sencillo «(I Can't Get No) Satisfaction».
Don Was, que había trabajado anteriormente con el grupo en Voodoo Lounge (1994) y Bridges to Babylon (1997) al igual que las cuatro canciones inéditas incluidas en su compilatorio Forty Licks (2002), acompañó a The Glimmer Twins (seudónimo del binomio formado por Jagger y Richards) con la producción. El mezclado fue realizado entre el 6 y el 28 de junio de 2005 en los Ocean Way Recording y los Village Recorder Studios de Los Ángeles, California, estos estuvieron a cargo de Krish Sharma, Jack Joseph Puig y D. Sardy.

## Lanzamiento y legado
«Rough Justice» fue lanzado el 22 de agosto de 2005 como un sencillo doble acompañado por «Streets of Love». Éste tuvo éxito en el Reino Unido alcanzado el #15 en la lista de sencillos de ese país, mientras que en los Estados Unidos tuvo una menor repercusión al llegar número 25 en la lista Mainstream Rock Tracks de la revista Billboard. Desde su lanzamiento, los Stones la incluyeron habitualmente en su repertorio durante su gira A Bigger Bang Tour, como se aprecia en su DVD box-set The Biggest Bang. 
Ésta fue una de las tres canciones que la banda interpretó el 5 de febrero de 2006 en el medio tiempo del Super Bowl XL celebrado en el Ford Field de Detroit, Míchigan. Al igual que «Start Me Up», «Rough Justice» fue censurada por la cadena televisiva ABC por el contenido "sexualmente explícito" de la letra (en la palabra "cocks"), retrasando la transmisión cinco minutos.
La canción fue incluida en el álbum recopilatorio de 2012 GRRR!.

## Crítica
La canción fue bien recibida por la mayoría de la crítica musical, Stephen Thomas Erlewine la citó como una de las mejores del álbum y la calificó como "muy dura, sucia y acelerada, la mejor canción que Jagger y Richards nos han dado en años." John Metzger de la revista Music Box dijo que "es tan elementalmente perversa como cualquier otra de los Rolling Stones."

## Personal
Acreditados:
- Mick Jagger: voz, guitarra eléctrica.
- Keith Richards: guitarra eléctrica.
- Ron Wood: guitarra slide.
- Charlie Watts: batería.
- Darryl Jones: bajo.
- Chuck Leavell: piano